# Ośka (raper)
Ośka (zapis stylizowany: O$ka), właściwie Michał Jerzy Ośka (ur. 23 kwietnia 1978 w Warszawie) – polski muzyk, kompozytor i producent muzyczny, a także raper i autor tekstów. Członek duetu OMP.
Współpracował z takimi wykonawcami jak Grammatik, Łona, Ten Typ Mes, Borixon, Pjus, Tede, Ash, Onar, DJ 600V, Pezet, Fisz, Gano, Fenomen, Snuz, Małolat, Sobota, Jajonasz, czy Numer Raz.

## Działalność artystyczna
Michał Ośka rozpoczął działalność artystyczną w 1997 roku, tworząc wraz z Janem zespół OMP. Następnie wystąpili gościnnie na płycie DJ 600V, Produkcja hip-hop, gdzie Ośka wykonywał nawet solowo piosenkę „Po prostu Lato”. W grudniu 1998 wytwórnia Asfalt Records wydała ich płytę Wilanów... Zobacz różnicę. W następnym roku, nakładem tej samej wytwórni, OMP wydaje winylowy singel zespołu. Potem grupa wystąpiła gościnnie na albumie Na zawsze będzie płonął zespołu Płomień 81. W 1999 wydał solową płytę Kompilacja, a w 2000 z zespołem OMP, album Dobra oferta.
W 2001 na rynek trafił drugi solowy album O$ki, Kompilacja 2, na którym wraz z nim wystąpili Grammatik, Łona i Fisz. Jeszcze w tym samym roku, z Onarem wydał płytę Superelaks, jednak już nakładem wydawnictwa R.R.X. W roku 2003 następuje kolejna zmiana wytwórni – Onarowi i O$ce, współpracę proponuje Warner Music Poland, co w marcu tego samego roku owocuje wydaniem albumu Wszystko co mogę mieć (gościnnie: Selma, Borixon, Pezet, 2cztery7, i Fenomen). Współpraca z Borixonem, przerodziła się w projekt HaKa. Potem Ośka wydał kompilację na której znaleźli się tacy artyści jak: Tede, Numer Raz, Onar i Borixon. Ośka zatytułował ją Przez $ jak...
W 2020 zapowiedział powrót i nagranie płyty pt. „Kompilacja 3".

## Dyskografia
Albumy
| Kompilacja                        | - Data: 20 grudnia 1999 - Wydawca: Asfalt Records   | 17 |                |
| Kompilacja 2                      | - Data: 16 marca 2001 - Wydawca: Asfalt Records     | 19 |                |
| Superelaks (oraz Onar)            | - Data: 31 sierpnia 2001 - Wydawca: R.R.X.          | 20 | - POL: 9 tys.+ |
| Wszystko co mogę mieć (oraz Onar) | - Data: 3 marca 2003 - Wydawca: Warner Music Poland | 23 |                |
| Przez $ jak...                    | - Data: 18 listopada 2004 - Wydawca: Camey Studio   | –  |                |
| „–” album nie był notowany.       |                                                     |    |                |

Single
| „Tamte prywatki” (oraz Onar)                   | 2001 | –  | Superelaks            |
| „Od lat” (oraz Onar)                           | 2001 | 23 | Superelaks            |
| „Miałem sen” (oraz Fisz)                       | 2001 | 14 | Kompilacja 2          |
| „Klubing” (oraz Onar)                          | 2003 | –  | Wszystko co mogę mieć |
| „Bezele kochanie” (oraz Tede, Kołcz, Kiełbasa) | 2005 | 26 | Przez $ jak...        |
| „–” singel nie był notowany.                   |      |    |                       |

Inne
| Album                                  | Rok  | Uwagi                                                      | Źródło |
| -------------------------------------- | ---- | ---------------------------------------------------------- | ------ |
| DJ 600V – Produkcja hip-hop            | 1998 | „Po prostu lato” „Kto robi hip ha o pe”                    | [ 18 ] |
| Popcorn – Hip Hop Mania 2 (kompilacja) | 2003 | Onar i Ośka – „Od lat”                                     | [ 19 ] |
| To jest hip-hop vol.1 (kompilacja)     | 2004 | Onar i Ośka, Selma – „Jeden strzał” Onar i Ośka – „Od lat” | [ 20 ] |

## Nagrody i wyróżnienia
| Rok  | Kategoria                      | Nagroda      | Uwagi     |
| ---- | ------------------------------ | ------------ | --------- |
| 2005 | Album hip hop (Przez $ jak...) | Superjedynki | Nominacja |